# Underground Out of Poland
Underground Out of Poland è il titolo dell'album discografico di esordio del gruppo Dezerter, pubblicato nel 1986.

## Tracce
1. Ku przyszłości
2. Spytaj milicjanta
3. Szara rzeczywistość
4. Wojna głupców
5. Plakat
6. Nie ma zagrożenia/T.
7. Niewolnik
8. Rebeliant
9. Postęp
10. Zatrute powietrze
11. Uległość
12. Zmiany
13. Polska złota młodzież
14. Urodziłem się 20 lat po wojnie
15. Kto?
16. XXI wiek
17. Szwindel
18. Dla zysku